# Artur Szafrański
Artur Szafrański (ur. 25 października 1971 w Elblągu) – polski panczenista, olimpijczyk z Lillehammer 1994.
W trakcie kariery sportowej reprezentował kluby: Orzeł Elbląg, Olimpia Elbląg, WTŁ Warszawa.
Medalista mistrzostw Polski:
- w wieloboju
  - złoty w 1992 roku
  - srebrny w 1997 roku
  - brązowy w latach 1994, 1995,
- w wieloboju sprinterskim
  - brązowy w latach 1993, 1994
- na dystansach
  - złoty
    - na dystansie 1500 metrów w roku 1993

  - srebrny
    - na dystansie 500 metrów w roku 1993,
    - na dystansie 1500 metrów w latach 1995, 1996, 1997
    - na dystansie 5000 metrów w latach 1993, 1994
    - na dystansie 10000 metrów w roku 1997,

  - brązowy
    - na dystansie 1000 metrów w latach 1992, 1993, 1994, 1995, 1997
    - na dystansie 1500 metrów w roku 1994,
    - na dystansie 5000 metrów w roku 1997,
    - na dystansie 10000 metrów w latach 1994, 1995.

Uczestnik mistrzostw świata w wieloboju rozegranych w 1993 roku, w których nie został sklasyfikowany (zajął 21. miejsce w biegu na 500 metrów, w biegu na 5000 metrów został zdyskwalifikowany oraz 13. miejsce w biegu na 1500 metrów) oraz w mistrzostw świata na dystansach rozegranych w 1997 roku w Warszawie, podczas których zajął 18. miejsce w biegu na 1500 metrów.
Uczestnik mistrzostw Europy w:
- Heerenveen (1992) – 29. miejsce,
- Heerenveen (1993) – 9. miejsce,
- Hamar (1994) – 21. miejsce,
- Heerenveen (1995) – 17. miejsce.

Na igrzyskach w Lillehammer wystartował w biegu na 1500 metrów, którego nie ukończył.
Rekordy życiowe:
- 500 metrów – 38,73 uzyskany w 1998 roku,
- 1000 metrów – 1.18,35 uzyskany w 1994 roku,
- 1500 metrów – 1.53,21 uzyskany w 1998 roku,
- 5000 metrów – 6.52,19 uzyskany w 1998 roku,
- 10000 metrów – 14.38,04 uzyskany w 1993 roku.